# Сухая Речка (Приморский край)
Сухая Речка — село в Хасанском районе Приморского края, входит в Безверховское сельское поселение.

## Географическое положение
Сухая Речка расположена на одноимённой реке, в 2 км от её впадения в бухту Перевозную Амурского залива. Село связано автомобильной дорогой длиной 26 км с трассой А189 Раздольное — Хасан. Расстояние до райцентра, посёлка Славянка, по дороге составляет 54 км, до Владивостока — около 154 км. Ближайшая железнодорожная станция Кедровая расположена в 1 км к югу.

## История
Дата основания села — 1921 год.
Атака ВВС США на аэродром «Сухая Речка»
8-го октября 1950 года в 16:17 по местному времени (тогда шла Корейская война) военный аэродром, располагавшийся в 2 километрах к юго-востоку от села, подвергся штурмовому обстрелу двумя истребителями ВВС США Lockheed F-80C Shooting Star . В результате данного налёта были повреждены семь советских самолётов, один из них полностью сгорел (это был самолёт Bell P-63 Kingcobra, ранее поставленный США в СССР по ленд-лизу). В тот момент на этот аэродром, принадлежавший авиации Тихоокеанского флота, был временно перебазирован для учений 821-й истребительный авиаполк 190-й авиадивизии, самолёты которого и подверглись атаке. Из личного состава никто не пострадал..
На следующий день после налёта представитель СССР выступил с официальным протестом в ООН. Через 11 дней президент США Гарри Трумэн выступил с обращением, в котором признал вину США, предложил «…предоставить средства для возмещения любого ущерба, нанесенного советской собственности» и сообщил о том, что командир полка ВВС США на Дальнем Востоке освобожден от должности, а лётчики отданы под трибунал, признавший их невиновными.
Позднее американские лётчики объясняли свои действия ошибкой в навигации (радионавигации тогда не было); красные звезды с белым ободком на фюзеляжах самолётов лётчики приняли за опознавательные знаки северокорейцев. В то же время, высказывались мнения о том, что это была провокация американской стороны.

## Население
| 2002 | 2005 | 2010 |
| ---- | ---- | ---- |
| 22   | ↘19  | ↘15  |

## Достопримечательности
- Мемориальный комплекс пяти безымянных воинских захоронений 1938—1945 годов.
- Братская могила Героев Советского Союза Алексея Махалина и Василия Виневитина, а также махалинцев — И. Шмелева, В. Поздеева, А. Савиных, Д. Емцева, погибших в июле-августе 1938 года.
- Братская могила 31 солдата и офицера 25-й армии 1-го Дальневосточного фронта 1945 года.[8].
- «Братская безымянная могила лётчиков, погибших при отражении американских бомбардировщиков в 1950 г.» списке памятников Хасанского района Приморского края значится под номером 106. [9] [10] [11]